# Straßenbahn Biddeford–Old Orchard Beach

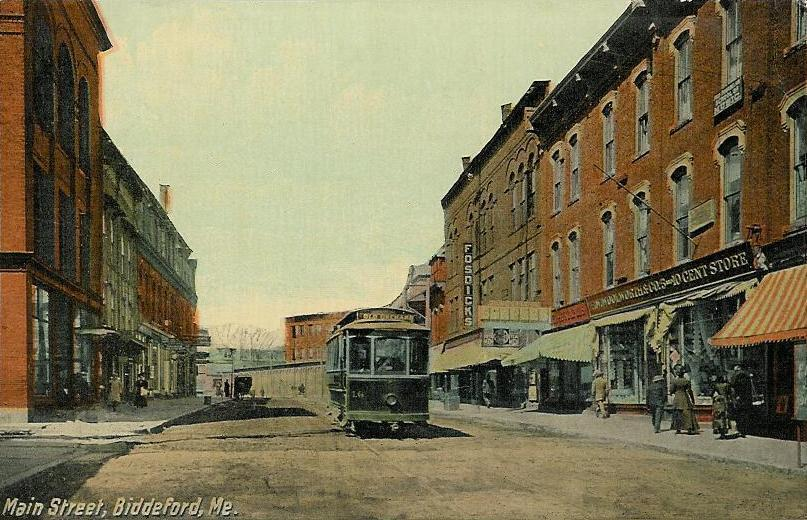
Triebwagen 16 in der Main Street in Biddeford, ca. 1908.

Die Straßenbahn Biddeford–Old Orchard Beach war ein Straßenbahnbetrieb in Maine (Vereinigte Staaten). Er bestand von 1888 bis 1939. Die Bahn hatte ab 1902 in Saco und ab 1903 auch in Old Orchard Beach Anschluss an die Straßenbahn Portland und ab 1904 in Biddeford an die Atlantic Shore Line Railway, eine Überlandstraßenbahn.

## Geschichte

### Pferdebahn
Die Biddeford and Saco Railroad wurde am 24. Februar 1885 gegründet und beabsichtigte, eine Pferdestraßenbahn zwischen Biddeford und Saco zu bauen. Am 15. März 1887 erweiterte die Regierung die Konzession um den Abschnitt von Saco nach Old Orchard Beach sowie um die Möglichkeit, die Strecke elektrisch zu betreiben. Von letzterem Recht wurde jedoch zunächst kein Gebrauch gemacht.
Am 7. Mai 1888 begannen die Bauarbeiten für die Strecke. Superintendent John N. Akarman hatte die Eröffnung für den Unabhängigkeitstag (4. Juli) angekündigt, sie verzögerte sich jedoch durch die verspätete Auslieferung der Pferdegeschirre. Am 9. Juli konnte der reguläre Betrieb zwischen Biddeford und dem Betriebshof in Saco aufgenommen werden, sechs Tage später folgte der übrige Streckenabschnitt.

### Elektrische Straßenbahn
Die Strecke wurde am 30. Mai 1892 als eine der ersten Straßenbahnen in Maine mit 600 Volt Gleichspannung elektrifiziert. Zunächst wurde nur der Abschnitt von Biddeford bis zum Laurel-Hill-Friedhof in Saco elektrisch betrieben. Am 4. Juni folgte der übrige Abschnitt. Im Frühjahr 1893 wurden die Ausweichen verlegt, um einen durchgehenden 15-Minuten-Takt zu ermöglichen, und befanden sich nun in Biddeford in der Main Street, Saco in der Main Street sowie südlich der Eisenbahnbrücke in der Old Orchard Road und in Old Orchard Beach in der Washington Avenue. Bereits im Mai 1890 beantragte die Bahngesellschaft den Bau einer großen Schleife in Biddeford über die Elm Street, Five Points (Elm Street/Alfred Street) und Alfred Street zur Main Street. Erst am 8. September 1900 ging diese Neubaustrecke in Betrieb.
Im Mai 1901 wurde die alte Brücke über den Saco River durch eine neue Stahlbrücke ersetzt. Vom 24. Juli 1902 bis zum 16. April 1932 bestand in Saco eine Gleisverbindung zur Straßenbahn Portland. Deren Wagen benutzten die Strecke der Biddeford&Saco in der Main Street bis zur Kreuzung Common Street (Pepperell Square) mit, wo sich die Endstelle befand. Ab dem 15. Juni 1903 bestand auch in Old Orchard Beach eine Gleisverbindung nach Portland. Hier benutzten die Bahnen aus Portland die Strecke in der Old Orchard Street mit. Die Endstellenanlage in Old Orchard Beach wurde hierzu erweitert und 1912 ersetzte man die beiden Stumpfgleise durch eine Ausweiche. An beiden Verknüpfungspunkten wurde die Möglichkeit, kostenlos umzusteigen, eingerichtet. Ab 1910 fuhren spät abends einzelne Wagen aus Portland durch bis Biddeford, City Square (Main Street).
Ab dem 8. August 1904 bestand in Biddeford, City Square Anschluss an die Atlantic Shore Line Railway. Diese Überlandstraßenbahn hatte ihre Endstelle in der Adams Street und führte über diese, die South Street, Crescent Street, Graham Street, Birch Street, Hill Street und die Granite Street aus Biddeford hinaus nach Kennebunk und Sanford. An der Kreuzung Birch Street/Alfred Street wurde im November 1915 eine Verbindungskurve eingebaut, die jedoch nicht linienmäßig befahren wurde.
Die Ausweiche in der Alfred Street wurde 1905 zur Kreuzung Ray Street verlegt. Bis zum 24. Mai 1914 baute die Gesellschaft die Strecke in der Main Street in Biddeford zwischen der Alfred Street und der Lincoln Street zweigleisig aus. Im August 1915 wurde ein Güterschuppen an der Alfred Street in Biddeford, gegenüber der Pool Street, eröffnet. Bis 1921 wurde die Ausweiche in der Alfred Street aufgegeben und die in Old Orchard Beach in die Union Avenue verlegt. Im Sommer 1923 baute die Bahngesellschaft eine weitere Ausweiche in der Main Street in Saco, und zwar zwischen der Water Street und der Storer Street. Die Ausweiche in Five Points wurde 1927 von der Elm Street in die Alfred Street verlegt.
Nachdem am 15. September 1927 die York Utilities Corporation den Betrieb zwischen Biddeford und Sanford einstellte, pachtete die Biddeford&Saco deren Abschnitt zwischen Biddeford, City Square und Proctor Road. Sie nahm am 16. September mit einem Pendeltriebwagen den Personenverkehr auf. Elf Fahrten pro Werktag und Richtung wurden bis zur Proctor Road durchgeführt. 24 weitere Fahrten endeten an der West Street. Sonntags ruhte der Verkehr auf dem Granite Street Branch. Das Umsteigen in Biddeford war kostenlos. Mangels Fahrgästen wurde der Abschnitt von McKenney’s zur Proctor Road jedoch bereits am 24. September endgültig stillgelegt. Nun wurde ein Halbstundentakt über die ganze Strecke angeboten. Ab dem 14. Oktober wurde die Betriebszeit stark eingeschränkt. Am 14. Januar 1928 endete der Verkehr zwischen West Street und McKenney’s. Der Linienverkehr auf dieser Strecke wurde schließlich am 30. Juni 1928 eingestellt, da die Fahrgastzahlen immer weiter sanken. Vom 6. Dezember bis zum Juni 1929 verkehrte jedoch für den Schülerverkehr ein Wagen pro Werktag und Richtung, nachdem das Biddeford School Board die Kosten übernommen hatte. Die York Utilities Corporation baute allerdings im Sommer 1929 die Fahrleitungsanlagen und die Gleise ab, sodass der Betrieb mit dem neuen Schuljahr nicht wieder aufgenommen werden konnte.
Auf ähnliche Weise sollte die Biddeford&Saco ab dem 17. April 1932 die Strecke der Straßenbahn Portland in der Main Street in Saco bis zur Moody Street pachten und alle 15 Minuten einen Triebwagen auf dieser fahren lassen. Generalmanager Stride lehnte dies jedoch ab und die Gleisverbindung an der Kreuzung Main Street/Beach Street wurde am 25. April abgebaut.
Noch 1932 wurde die Brücke über den Goose Fare Brook im Zuge der Old Orchard Road ersetzt. Dies war jedoch die letzte Gleis- oder Trassenerneuerung. Am 5. Juli 1939 wurde die Bahn aus wirtschaftlichen Gründen stillgelegt und die Anlagen abgebaut. Bereits in den Jahren zuvor wurden selbst notwendige Gleisreparaturen nicht mehr ausgeführt.
Die Gesellschaft betrieb die Strecke als Buslinie weiter und änderte erst 1956 ihren Namen in Biddeford and Saco Bus Lines. Eisenbahnfans kauften den Triebwagen 31 und verbrachten ihn auf eine ehemalige Farm südlich von Biddeford. Hieraus entstand das Seashore Trolley Museum, das heute nach eigenen Angaben über 200 Straßenbahnwagen und Busse beherbergt. Die Buslinie wird seit 1978 vom Biddeford-Saco-Old Orchard Beach Transit Committee betrieben.

## Strecken
Die ursprüngliche Pferdebahnstrecke begann an der Kreuzung Elm Street/South Street in Biddeford und führte über Elm Street und Main Street, über den Saco River nach Saco. Auf der Flussbrücke befand sich ein niveaugleicher Bahnübergang über die Bahnstrecke Cummings–Portland. Neben der Main Street in Saco führte die Strecke weiter und erreichte über die Beach Street und Old Orchard Road die Stadtgrenze nach Old Orchard Beach. In der Beach Street und der Old Orchard Road bei der Brücke über den Goose Fare Brook kreuzte die Pferdebahnstrecke die Bahnstrecke erneut, an diesen beiden Punkten befinden sich jedoch Straßenunterführungen unter dem Bahndamm hindurch, die die Straßenbahn mitbenutzen konnte. In Old Orchard Beach führte die Strecke durch die Saco Avenue und weiter durch die Union Avenue und Washington Avenue, an deren nördlichem Ende sie wieder auf die Saco Avenue traf. Der Umweg war nötig, um den Camp Ground, einen gut besuchten Freilichttreffpunkt für Christen, anzubinden. Der Saco Avenue folgte die Bahnstrecke nun bis zur Old Orchard Street, durch die sie ihren Endpunkt am Bahnhof Old Orchard Beach erreichte.
Der Großteil der Strecke lag in Seitenlage neben der Straße. Im Stadtgebiet von Biddeford und Old Orchard Beach sowie teilweise in Saco befand sich die Strecke in Straßenmitte. Die Gesamtlänge der eingleisigen Strecke betrug 9218 Meter. Die Gleislänge einschließlich der Ausweichen betrug 9701 Meter. Wo sich diese Ausweichen in den ersten Betriebsjahren befanden, ist jedoch nicht überliefert. Es wurden Stahlschienen von 17,4 kg/m Gewicht verwendet, die 1896 zwischen Biddeford und Pepperell Park durch 28-kg-Schienen ersetzt wurden. Auf dem übrigen Streckenabschnitt wurden 1900 Schienen mit 30 kg/m eingebaut.
Die Schleife in Biddeford lag zwischen der bisherigen Endstelle und etwa der Kreuzung Elm Street/Orchard Street in Straßenmitte, von dort in Seitenlage bis zur Alfred Street/Emmons Place und von dort bis zur Main Street wieder in Straßenmitte. Die Neubaustrecke hatte eine Länge von 3031 Metern, wodurch sich die Gesamtstreckenlänge auf 12.249 Meter erhöhte. Ein Teil der neuen Strecke in der Elm Street war mit 45-kg-Schienen gebaut worden. In der Elm Street kurz vor Five Points sowie in der Alfred Street zwischen Mt. Vernon Street und Washington Street wurden neue Ausweichen gebaut. 1924 wurden erstmals 50-kg-Schienen in der Elm Street in Biddeford eingebaut.
Ein Signalsystem hatte die Bahngesellschaft nicht installiert. Der Fahrdienstleiter saß im Betriebshof und kontrollierte das gesamte Netz. Es gab allerdings ein internes Telefonnetz, das die Endstellen einschließlich der Zwischenendstellen und Ausweichen mit dem Betriebshof verband. Oft fuhren im Sommer mehrere Triebwagen hintereinander, um dem Beförderungsaufkommen Herr zu werden. Die Triebwagen, denen ein weiterer in die gleiche Richtung fahrender Triebwagen folgte, mussten ein Schild mit der Aufschrift „CAR FOLLOWING“ („Wagen folgt“) tragen.

## Betriebshof
Der Betriebshof befand sich in Saco an der Beach Street, gegenüber der heutigen Promenade Avenue. Eine zweigleisige Wagenhalle reichte, um die zwölf Wagen der Pferdebahn unterzubringen. Daneben stand der Pferdestall mit Platz für zunächst 60 Tiere. Der Stall wurde im Frühjahr 1889 auf 94 Plätze erweitert. 1892 wurde das für den elektrischen Betrieb nötige Bahnkraftwerk angebaut.
Von 1903 bis 1921 wurde der Betriebshof mehrfach erweitert und umgebaut. Die Ställe wurden zu Wagenhallen mit insgesamt sechs Gleisen. Die alte Wagenhalle der Pferdebahn wurde nun für längerfristig abgestellte Wagen verwendet und die Zufahrt aus der Beach Street in diese Halle wurde abgebaut. Eine Zufahrt war nur noch von der rückwärtigen Seite möglich. Außerdem wurden ein Kohleschuppen für das Kraftwerk und ein Lagerhaus gebaut. Im Kraftwerksgebäude wurde auch eine kleine eingleisige Wagenwerkstatt gebaut, die großen Reparaturen fanden jedoch in der Hauptwerkstatt der Straßenbahn Portland statt.

## Fahrzeuge
Die vier geschlossenen Einspänner und acht offenen Zweispänner für die Pferdebahn wurden von der Firma Jones in Watervliet, New York gebaut und im Juli 1888 ausgeliefert. Die geschlossenen Wagen hatten 16 Sitzplätze auf Längsbänken, die offenen Wagen 40 auf insgesamt acht Querbänken. Gebremst werden konnten die Wagen nur manuell. Im Oktober 1888 wurde außerdem ein Schneepflug angeschafft, der jedoch mit großen Schneehöhen überfordert war, sodass mitunter monatelang ein Schienenersatzverkehr mit drei bahneigenen, 1889 erworbenen Pferdebussen gefahren werden musste.
Fünf der offenen Pferdebahnwagen sowie die geschlossenen Wagen wurden 1892 in elektrische Triebwagen umgebaut, die drei übrigen Fahrzeuge verwendete man als Beiwagen. Die Wagen erhielten neue Fahrgestelle von der Firma Bemis in Springfield (Massachusetts). Ein zusätzlicher elektrischer Schneepflug wurde ebenfalls angeschafft. Am 15. Juni 1892 erwarb die Bahn vier gebrauchte offene Beiwagen aus Boston und ein weiterer ehemaliger Pferdebahnwagen wurde in ein Triebfahrzeug umgebaut. Im Mai 1893 erwarb man zwei weitere Triebwagen von der Newburyport Car Manufacturing Company in Newburyport (Massachusetts), denen 1896 zwei Wagen der Firma C. D. Morse Car Company in Millbury (Massachusetts) und zwei von der Briggs Carriage Company in Amesbury (Massachusetts) folgten. Im Januar 1900 ersetzte man die vier ehemaligen geschlossenen Pferdebahnwagen durch neue Triebwagen der Firma J. G. Brill and Company in Philadelphia. Weitere Wagen, darunter einige gebrauchte aus Portland, wurden in den darauffolgenden Jahren angeschafft. Die vorerst letzten neuen Fahrzeuge für den Personenverkehr beschaffte die Bahngesellschaft 1903.
Im Jahr 1910 standen der Bahngesellschaft 9 geschlossene sowie 22 offene Personenwagen zur Verfügung. Daneben gab es einen von Pferden gezogenen sowie zwei elektrische Schneepflüge.
Ab 1915 ergänzten zwei flache Güterwagen und ein neuer Schneepflug den Fuhrpark. Nachdem im gleichen Jahr der Staat Maine ein Gesetz erlassen hat, dass alle Straßenbahnen sogenannte „Menschenfänger“ haben müssten, rüstete die Bahngesellschaft ihre Fahrzeuge bis 1916 entsprechend um. Diese Schürzen an der Front der Fahrzeuge sollten ein Überrollen von Personen verhindern. Erst Ende 1919 wurden wieder neue Personentriebwagen ausgeliefert. Sechs geschlossene Wagen für den Einmannbetrieb der Wason Manufacturing Company wurden in Dienst gestellt. Nach ihrem Konstrukteur wurden sie Birney-Wagen genannt. 1920 wurde der Beiwagenbetrieb aufgegeben und die vorhandenen Beiwagen außer Dienst gestellt. Gleichzeitig erwarb man noch zwei weitere der Birney-Triebwagen. Dies waren die letzten Neubaufahrzeuge, die die Biddeford&Saco kaufte.
1923 und 1925 erwarb die Biddeford&Saco insgesamt sieben gebrauchte Triebwagen von der Straßenbahn Portland. Von 1927 bis 1937 kaufte die Bahngesellschaft insgesamt 30 gebrauchte Birney-Wagen von verschiedenen Betrieben in Massachusetts und Maine und ersetzte damit fast ihren gesamten Fuhrpark.

## Betriebsablauf

### Pferdebahn
In den geschlossenen Wagen war der Kutscher gleichzeitig Schaffner und musste im Winter zusätzlich den Kohleofen befeuern. In den offenen Wagen fuhr neben dem Kutscher ein Schaffner mit. Zusätzliche Pferde mussten für die steilen Hänge vor und hinter der Brücke über den Saco River angespannt werden. Es bestand anfangs ein Halbstundentakt, die Fahrt über die gesamte Strecke dauerte eine Stunde. Die Betriebszeit erstreckte sich anfangs von 7 Uhr früh bis 11 Uhr abends.
Bereits am 10. September 1888 trat ein neuer Fahrplan in Kraft, da das Verkehrsaufkommen nach Old Orchard Beach deutlich zurückgegangen war. Da zwischen Biddeford und Saco mehr Fahrten benötigt wurden, verkehrten die Wagen von Biddeford bis zum Depot nun im 15-Minuten-Takt, während auf dem übrigen Abschnitt ein Stundentakt bestand. Der Verkehr nach Old Orchard Beach endete saisonbedingt am 30. September 1888 und die vier geschlossenen Wagen pendelten alle 15 Minuten zwischen Biddeford und Saco mit einer Fahrzeit von 20 Minuten. Bei schneebedingtem Schienenersatzverkehr wurde nur ein Halbstundentakt gefahren. Erstmals trat dies am 7. Februar 1889 ein. Ab 1889 fuhren in der Sommersaison von Mitte April bis Ende Oktober halbstündlich Wagen über die Gesamtstrecke nach Old Orchard Beach, während in der übrigen Zeit viertelstündlich zwischen Biddeford und Saco gefahren wurde. Am 18. Dezember 1890 wurde der Betrieb ganz eingestellt. In der Sommersaison 1891 verkehrten nur noch stündlich Wagen nach Old Orchard Beach, nur sonntags nachmittags alle 30 Minuten. Auch über den Winter 1891/92 fuhr die Bahn nicht.

### Elektrische Straßenbahn
Züge mit Beiwagen waren mit einem Fahrer, zwei Schaffnern und einem Bremser im Beiwagen besetzt. Die geschlossenen Triebwagen fuhren bis 1900 im Einmannbetrieb. Mit Elektrifizierung wurde der 30-Minuten-Takt auf der Gesamtstrecke wieder eingeführt. Die Betriebszeit erstreckte sich von 8 Uhr früh bis 11 Uhr abends. Die Fahrzeit für die Gesamtstrecke hatte sich durch die Elektrifizierung auf 45 Minuten verkürzt. In den folgenden Jahren konnte die Fahrzeit weiter auf 30 Minuten gekürzt werden. Ab dem 11. September 1892 verkehrte zusätzlich alle 30 Minuten ein Wagen zwischen Biddeford und Eastman Park (Main Street/Beach Street) in Saco, so dass auf diesem Abschnitt wieder ein 15-Minuten-Takt bestand. Erstmals verkehrten 1892/93 über den ganzen Winter Straßenbahnen nach Old Orchard Beach, aufgrund der Witterung musste in den folgenden Wintern der Gesamtbetrieb jedoch mehrfach eingestellt werden. Im Sommer 1894 verkehrte alle 15 Minuten ein Zug über die Gesamtstrecke, während im Winter zwischen Eastman Park und Old Orchard Beach ein Halbstundentakt bestand. Erst 1897 wurde dieser Fahrplan endgültig eingeführt. Im März 1896 fuhren letztmals die Pferdeomnibusse im Schienenersatzverkehr, nachdem heftige Regenfälle die Flussbrücke gefährdet hatten.
Anfang 1897 wurde die erste Betriebsordnung erlassen, da sich die Beinaheunfälle, vor allem am Bahnübergang auf der Flussbrücke, häuften.
Bei Eröffnung der Schleife in Biddeford hatte sich die Gesamtfahrzeit wieder auf 45 Minuten erhöht. Die Endstelle befand sich in Biddeford nun in der Alfred Street südlich der Main Street und die Fahrt führte zunächst über die Alfred Street, Five Points und die Elm Street, bevor die Strecke nach Saco und Old Orchard Beach in Angriff genommen wurde. In die Gegenrichtung fuhren die Wagen diese Strecke in umgekehrter Reihenfolge, die Schleife wurde daher in beide Richtungen befahren. Die Zwischenendstelle in Saco, die außerhalb der Sommersaison alle 30 Minuten angefahren wurde, lag ab dieser Zeit am Laurel-Hill-Friedhof. Im Früh- und Spätverkehr fuhren einige zusätzliche Kurse bis zur Kreuzung Saco Avenue/Ocean Park Road an der Stadtgrenze zu Old Orchard Beach. An der Main Street/Alfred Street in Biddeford konnten die Fahrgäste aus Richtung Saco in den Wagen über die Elm Street kostenlos umsteigen und mussten nicht über Five Points fahren.

### Güterverkehr
Ab dem Frühjahr 1909 verkehrten zwei werktägliche Güterzüge von Portland über Saco nach Biddeford, die durch die Tarbox Express Company betrieben wurden. An der Kreuzung Alfred Street/Main Street wurden die Güter entladen, die Fahrzeuge gehörten der Straßenbahn Portland. Ab dem 1. Januar 1915 führten die Straßenbahn Portland und die Lewiston, Augusta and Waterville Street Railway, eine Überlandstraßenbahn in Mittelmaine, gemeinsamen Stückgutverkehr bis nach Biddeford und Old Orchard Beach durch. An der Adresse 76 Alfred Street wurde daher kurz darauf eine Güterstation errichtet, um Verkehrsstaus an der Kreuzung Alfred Street/Main Street zu vermeiden. Ab dem 2. Januar 1917 fuhren zwei Güterzüge an Werktagen von Portland nach Sanford und benutzten Gleisanlagen der Biddeford&Saco als Transit zwischen der Straßenbahn Portland und der Atlantic Shore Line. Obwohl die Stückguttransporte am 1. August 1920 eingestellt wurden, verkehrten die durchgehenden Güterzüge noch bis zur Stilllegung der Strecke von Biddeford nach Sanford am 15. September 1927.

## Fahrkarten
Der Fahrpreis für die Gesamtstrecke betrug zehn Cent, für Teilstrecken fünf Cent. Die Tarifgrenze befand sich anfangs am Laurel-Hill-Friedhof in Saco, wurde aber auf Drängen der Stadtverwaltung am 1. Mai 1889 zur Stadtgrenze zwischen Saco und Old Orchard Beach verlegt. Monatskarten wurden ab dem 1. Juli 1889 verkauft. Ab November 1890 gab es zusätzlich 30-Fahrten-Karten zu je einem Dollar für Fahrten innerhalb Biddefords oder Sacos. Die Vorstandsmitglieder der Bahngesellschaft, deren Ehefrauen sowie die Bürgermeister, Polizeichefs und Straßenkommissäre der drei Städte erhielten ab 1891 für die Sommersaison kostenlose Dauerkarten.
Ab dem 1. August 1927 kostete die Fahrt von Biddeford nach Old Orchard Beach 15 Cent. Es gab zwei Tarifzonengrenzen, nämlich am Laurel-Hill-Friedhof und kurz vor der Stadtgrenze zu Old Orchard Beach. Eine Fahrt innerhalb einer Zone kostete fünf Cent, eine Fahrt über eine Zonengrenze zehn. Mit Übernahme des Granite Street Branch im September 1927 wurde eine weitere Tarifzonengrenze an der West Street eingeführt. Das Umsteigen von und zum Pendeltriebwagen auf dieser Strecke war kostenlos. Ab dem 14. Januar 1928 kostete die Fahrt auf der Granite Street generell zehn Cent.

## Präsidenten
Der erste Präsident der Bahngesellschaft war Stephen F. Shaw, ein Schuhmacher aus Saco. Er trat am 5. November 1890 zurück und Esreff Banks, der Präsident der First National Bank in Biddeford, wurde sein Nachfolger. Am 19. März 1900 wurde der Unternehmer Charles H. Prescott zum neuen Präsidenten gewählt. Er starb am 13. Dezember 1923. Sein Nachfolger, Harry P. Garland, trat am 20. Juli 1933 zurück. Der fünfte Präsident der Biddeford and Saco Railroad Company wurde daraufhin J. Burton Stride. Nach seinem Tod am 25. Januar 1956 wurde die Gesellschaft in Biddeford and Saco Bus Lines umbenannt und Strides Sohn, Richard J. Stride wurde neuer Präsident, was er bis zur Auflösung der Gesellschaft 1978 blieb.

## Besondere Vorkommnisse
Am 7. Februar 1889 brannte durch einen weggeworfenen Zigarrenstummel ein Pferdeomnibus im Depot ab. Das Fahrzeug war an diesem Tag erstmals im Einsatz und wurde bald durch ein neues ersetzt.
Nachdem der Stromabnehmer von der Oberleitung gerutscht war, blieb am 11. Januar 1893 ein Triebwagen auf dem Bahnübergang auf der Brücke über den Saco River liegen. Ein Güterzug der Boston and Maine Railroad erfasste den Wagen und stieß ihn von der Gleiskreuzung. Alle Personen konnten sich rechtzeitig in Sicherheit bringen. Ein Zusammenstoß zwischen einem Triebwagen mit defekten Bremsen und einem entgleisten Triebwagen am Goose Fare Brook verlief am 20. Juni 1893 ebenfalls glimpflich für die beteiligten Personen.
Am 13. Juni 1895 ereignete sich der erste tödliche Unfall der Bahn, als ein kleiner Junge in der Main Street in Biddeford von einer Straßenbahn überfahren wurde. Insgesamt sechs Fahrgäste und Passanten starben durch Kollisionen mit Straßenbahnen. Der letzte tödliche Unfall der Bahn ereignete sich am 19. Februar 1927 kurz vor Mitternacht. Auf der Elm Street in Biddeford stieß ein Kleintransporter, der mit acht Personen besetzt war, frontal mit einer Straßenbahn zusammen. Der Fahrer des Autos starb, eine weitere Person wurde schwer verletzt.

## Anhang